# Arcidiocesi di Campinas

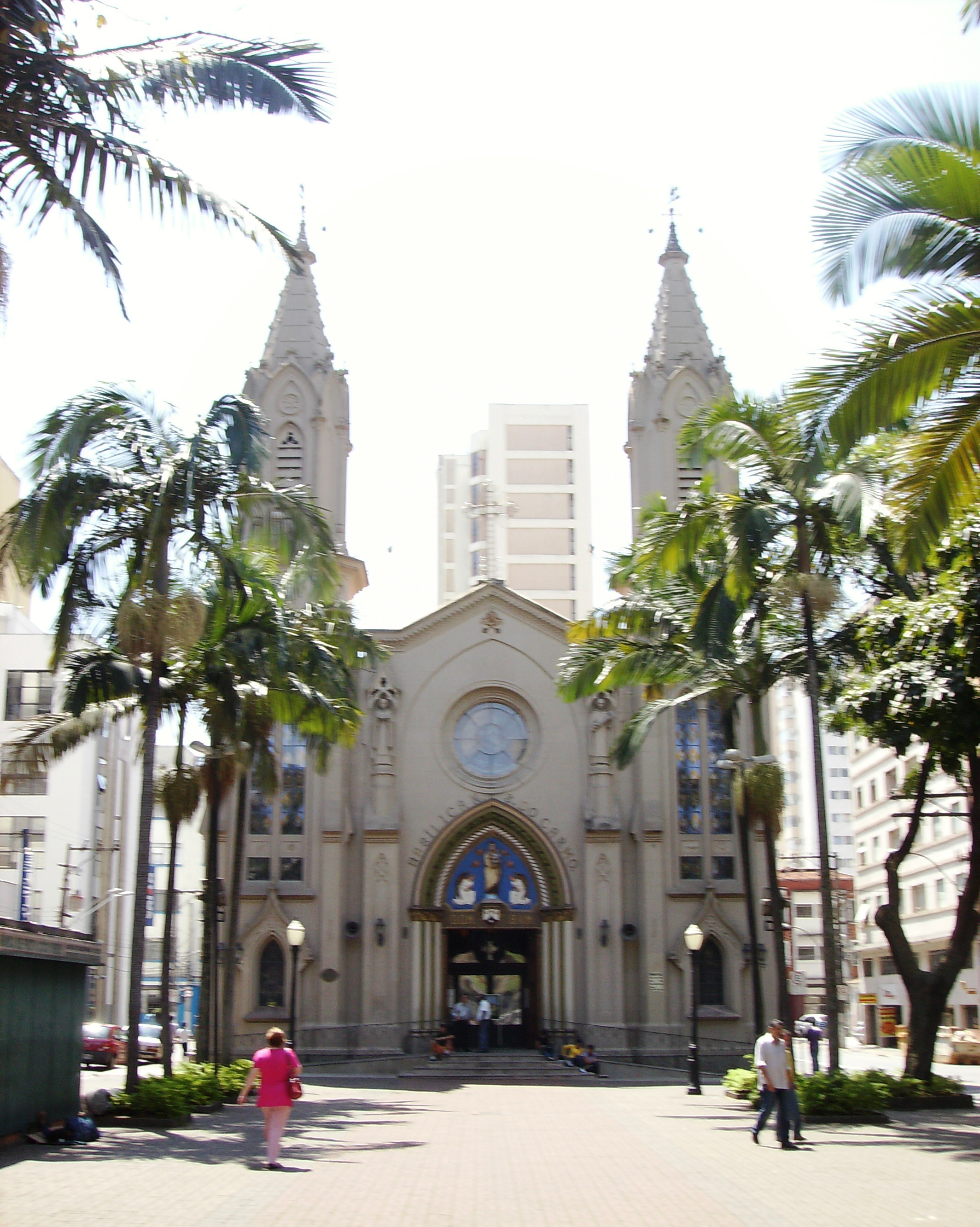
La basilica minore di Nossa Senhora do Carmo di Campinas.

L'arcidiocesi di Campinas (in latino Archidioecesis Campinensis) è una sede metropolitana della Chiesa cattolica in Brasile. Nel 2021 contava 1.665.498 battezzati su 2.383.233 abitanti. È retta dall'arcivescovo João Inácio Müller, O.F.M.

## Territorio
L'arcidiocesi comprende 9 comuni dello stato brasiliano di San Paolo: Campinas, Elias Fausto, Hortolândia, Indaiatuba, Monte Mor, Paulínia, Sumaré, Valinhos e Vinhedo.
Sede arcivescovile è la città di Campinas, dove si trova la cattedrale dell'Immacolata Concezione. Nella stessa città sorge anche la basilica minore di Nostra Signora del Carmelo (Nossa Senhora do Carmo).
Il territorio si estende su una superficie di 2.134 km² ed è suddiviso in 102 parrocchie, raggruppate in 13 foranie: Cristo Rei, Imaculada Conceição, Nossa Senhora Aparecida, Nossa Senhora de Fátima, Nossa Senhora do Patrocínio, Santa Teresinha do Menino Jesus, Sant’Ana, Santa Cruz, Santa Mônica, São Francisco de Assis, São João XXIII, São José, São José de Anchieta.

### Provincia ecclesiastica
La provincia ecclesiastica di Campinas, istituita nel 1958, comprende le seguenti suffraganee:
- diocesi di Amparo,
- diocesi di Bragança Paulista,
- diocesi di Jaú,
- diocesi di Limeira,
- diocesi di Piracicaba,
- diocesi di São Carlos.

## Storia
La diocesi di Campinas fu eretta il 7 giugno 1908 con la bolla Dioecesium nimiam amplitudinem di papa Pio X, ricavandone il territorio dall'arcidiocesi di San Paolo, di cui originariamente era suffraganea.
Il 24 luglio 1925 e il 26 febbraio 1944 cedette porzioni del suo territorio a vantaggio dell'erezione rispettivamente delle diocesi di Bragança Paulista e di Piracicaba.
Il 19 aprile 1958 la diocesi è stata elevata al rango di arcidiocesi metropolitana con la bolla Sacrorum Antistitum di papa Pio XII.
Il 7 novembre 1966, il 29 aprile 1976 e il 23 dicembre 1977 ha ceduto altre porzioni di territorio a vantaggio dell'erezione rispettivamente delle diocesi di Jundiaí, di Limeira e di Amparo.

## Cronotassi dei vescovi
Si omettono i periodi di sede vacante non superiori ai 2 anni o non storicamente accertati.
- João Batista Corrêa Nery † (3 agosto 1908 - 1º febbraio 1920 deceduto)
- Francisco de Campos Barreto † (30 luglio 1920 - 22 agosto 1941 deceduto)
- Paulo de Tarso Campos † (14 dicembre 1941 - 19 settembre 1968 dimesso[1])
- Antônio Maria Alves de Siqueira † (19 settembre 1968 succeduto - 10 febbraio 1982 ritirato)
- Gilberto Pereira Lopes (10 febbraio 1982 succeduto - 2 giugno 2004 ritirato)
- Bruno Gamberini (2 giugno 2004 - 28 agosto 2011 deceduto)
- Airton José dos Santos (15 febbraio 2012 - 25 aprile 2018 nominato arcivescovo di Mariana)
- João Inácio Müller, O.F.M., dal 15 maggio 2019

## Statistiche
L'arcidiocesi nel 2021 su una popolazione di 2.383.233 persone contava 1.665.498 battezzati, corrispondenti al 69,9% del totale.
| anno | popolazione | popolazione | popolazione | presbiteri | presbiteri | presbiteri | presbiteri                | diaconi | religiosi | religiosi | parrocchie |
| anno | battezzati  | totale      | %           | numero     | secolari   | regolari   | battezzati per presbitero | diaconi | uomini    | donne     | parrocchie |
| ---- | ----------- | ----------- | ----------- | ---------- | ---------- | ---------- | ------------------------- | ------- | --------- | --------- | ---------- |
| 1949 | 480.000     | 510.000     | 94,1        | 176        | 60         | 116        | 2.727                     |         |           |           | 45         |
| 1959 | 450.000     | 480.000     | 93,8        | 157        | 79         | 78         | 2.866                     |         | 128       | 754       | 49         |
| 1965 | 740.230     | 821.480     | 90,1        | 203        | 103        | 100        | 3.646                     |         | 164       | 986       | 90         |
| 1970 | 1.175.000   | 1.200.000   | 97,9        | 207        | 118        | 89         | 5.676                     |         | 134       | 889       | 98         |
| 1976 | 1.283.200   | 1.600.000   | 80,2        | 201        | 79         | 122        | 6.384                     | 2       | 229       | 768       | 103        |
| 1980 | 885.000     | 983.000     | 90,0        | 152        | 72         | 80         | 5.822                     | 1       | 215       | 560       | 71         |
| 1990 | 1.786.000   | 2.175.000   | 82,1        | 202        | 84         | 118        | 8.841                     | 3       | 268       | 629       | 80         |
| 1999 | 886.018     | 1.009.120   | 87,8        | 147        | 65         | 82         | 6.027                     | 2       | 134       | 375       | 67         |
| 2000 | 885.612     | 1.009.870   | 87,7        | 153        | 68         | 85         | 5.788                     | 2       | 151       | 380       | 70         |
| 2001 | 1.237.045   | 1.694.583   | 73,0        | 146        | 65         | 81         | 8.472                     | 2       | 209       | 392       | 71         |
| 2002 | 1.235.128   | 1.693.275   | 72,9        | 140        | 68         | 72         | 8.822                     | 4       | 198       | 390       | 71         |
| 2003 | 1.235.435   | 1.694.021   | 72,9        | 159        | 76         | 83         | 7.770                     | 4       | 186       | 325       | 72         |
| 2004 | 1.235.281   | 1.698.360   | 72,7        | 160        | 78         | 82         | 7.720                     | 4       | 226       | 350       | 73         |
| 2006 | 1.275.980   | 1.748.115   | 73,0        | 170        | 86         | 84         | 7.505                     | 5       | 180       | 353       | 75         |
| 2013 | 1.602.410   | 2.189.157   | 73,2        | 176        | 111        | 65         | 9.104                     | 20      | 166       | 257       | 88         |
| 2016 | 1.626.061   | 2.229.000   | 73,0        | 189        | 117        | 72         | 8.603                     | 26      | 169       | 304       | 98         |
| 2019 | 1.646.818   | 2.313.182   | 71,2        | 190        | 117        | 73         | 8.667                     | 25      | 167       | 309       | 102        |
| 2021 | 1.665.498   | 2.383.233   | 69,9        | 196        | 125        | 71         | 8.497                     | 24      | 153       | 283       | 102        |